# العتوة القبلية
العتوة القبلية إحدى قرى مركز قطور التابع لمحافظة الغربية بجمهورية مصر العربية. 

## التاريخ
أصلها من توابع أميوط ثم فصلت عنها في سنة 1228 هجري باسم العتوة الغربية، ثم وردت باسمها الحالي في سنة 1259 هجري. ذكرت القرية ضمن قرى مركز كفر الشيخ من تعداد 1882 إلى تعداد 1927، ثم وردت ضمن قرى مركز قلين في عام 1947، ثم نقلت إلى مركز قطور في عام 1950.

## السكان
بلغ عدد سكان العتوة القبلية 12,350 نسمة حسب تقدير عام 2018.
| السنة  | 1882 | 1897 | 1907 | 1927 | 1947 | 1960 | 1976 | 1986 | 1996 | 2006   | 2018   |
| ------ | ---- | ---- | ---- | ---- | ---- | ---- | ---- | ---- | ---- | ------ | ------ |
| القرية | 602  | 2166 | 2499 | 3056 | 3282 | 4358 | 5851 | 7177 | 8665 | 10,234 | 12,350 |